# Christopher Suve
Pour les articles homonymes, voir Suve.
Christopher Suve est un joueur français de volley-ball né le 22 avril 1992 à Nouméa en Nouvelle-Calédonie. Il mesure 1,96 m et joue au poste d'attaquant. Il joue actuellement au sein de l'Avignon Volley-Ball.

## Clubs
| Club       | Pays   | De        | À |
| ---------- | ------ | --------- | - |
| Avignon VB | France | 2012-2013 | … |